# Lappanella guineensis
Lappanella guineensis es una especie de peces de la familia Labridae en el orden de los Perciformes.

## Morfología
Los machos pueden llegar alcanzar los 11,8 cm de longitud total.

## Distribución geográfica
Se encuentra en Sierra Leona.